# Association of Chess Professionals
Pour les articles homonymes, voir ACP.
L’Association of Chess Professionals ou ACP est une association de joueurs d’échecs professionnels qui s’apparente à un syndicat des joueurs, créée en 2003 et dissoute en 2023.

## Création
L'ACP a été fondée à Paris en septembre 2003 par Joël Lautier, Vladimir Kramnik, Almira Skripchenko, Pavel Tregubov et Yannick Pelletier, à la suite du mouvement de mécontentement général au championnat d’Europe d’échecs en Turquie la même année, où les joueurs étaient obligés de réserver des chambres d’hôtels à des prix anormalement élevés.
Elle a été notamment très critique envers la Fédération internationale des échecs à la suite du championnat du monde FIDE 2004 à Tripoli en Libye.
En janvier 2010, elle comptait plus de 250 membres (principalement des joueurs, mais aussi des arbitres, organisateurs). Le président est le GMI russe Pavel Tregubov.
Il ne faut pas confondre l’Association of Chess Professionals avec la Professional Chess Association (PCA), une autre organisation créée en 1993 par Garry Kasparov et Nigel Short.
L'association se dissout en 2023.

## L'ACP Tour
Depuis 2004-2005, L'ACP organise une série de tournois ouverts à ses membres, l’ACP Tour.
L'ACP Tour est un circuit de tournois organisé par l'ACP. Il est composé de tournois classiques, rapides et blitz. Les joueurs participant à l'ACP Tour gagnent des points en fonction des résultats dans chaque tournoi. Le classement final détermine le meilleur joueur de la saison
Les joueurs qui ont remporté l'ACP Tour sont :
- 2004-2005 : Viswanathan Anand
- 2005-2006 : Levon Aronian
- 2006-2007 : Dmitri Iakovenko
- 2007-2008 : Vassili Ivantchouk
- 2008-2009 : Levon Aronian
- 2009-2010 et 2010-2011 : Vassili Ivantchouk
- 2012, 2013 et 2014 : Fabiano Caruana
- 2015 : Maxime Vachier-Lagrave
- 2016 : Fabiano Caruana
- 2017 : Wesley So
- 2018 : Dmitri Iakovenko
- 2019 : Lê Quang Liêm

En 2014, 2016 et 2018, l'ACP Tour permit à un joueur de se qualifier pour la Coupe du monde d'échecs : Romain Édouard pour la Coupe du monde 2015, Vassili Ivantchouk pour la Coupe du monde 2017 et Baskaran Adhiban pour la Coupe du monde 2019.

## Tournois organisés par l'ACP

### L'ACP Masters (2015)
L'ACP Masters 2015 fut organisé à Ashdod du 7 au 10 décembre 2015. Il est remporté par Ivantchouk qui bat Bacrot en finale,.

### L'ACP Golden Classic (2012 et 2014)
La première édition de l'ACP Golden Classic, organisée à Amsterdam, fut remportée par Ivantchouk en 2012,.
L'ACP Golden Classic 2014, organisé à Bergame, fut remporté par Wesley So,.

### L'ACP World Rapid Cup (2007-2010 et 2013)
La première ACP Cup, organisée du 4 au 8 janvier 2007 à Odessa en Ukraine, fut remportée par Léko, vainqueur de Ivantchouk en finale
La deuxième ACP Cup, organisée du 4 au 7 janvier 2008 à Odessa, fut remportée par Radjavov, vainqueur de Grichtchouk en finale.
La troisième ACP Cup, organisée du 22 au 24 mai 2009 à Odessa, fut remportée par Guelfand.
La quatrième ACP Cup, organisée du 27 au 29 mai 2010 à Odessa, fut remportée par Kariakine.
La cinquième ACP Cup, organisée à Riga du 13 au 15 septembre 2013, fut remportée par Grichtchouk,.

## Sources
- (en) Joël Lautier, frankly speaking Chessbase, 18 décembre 2003